# Betty Paoli

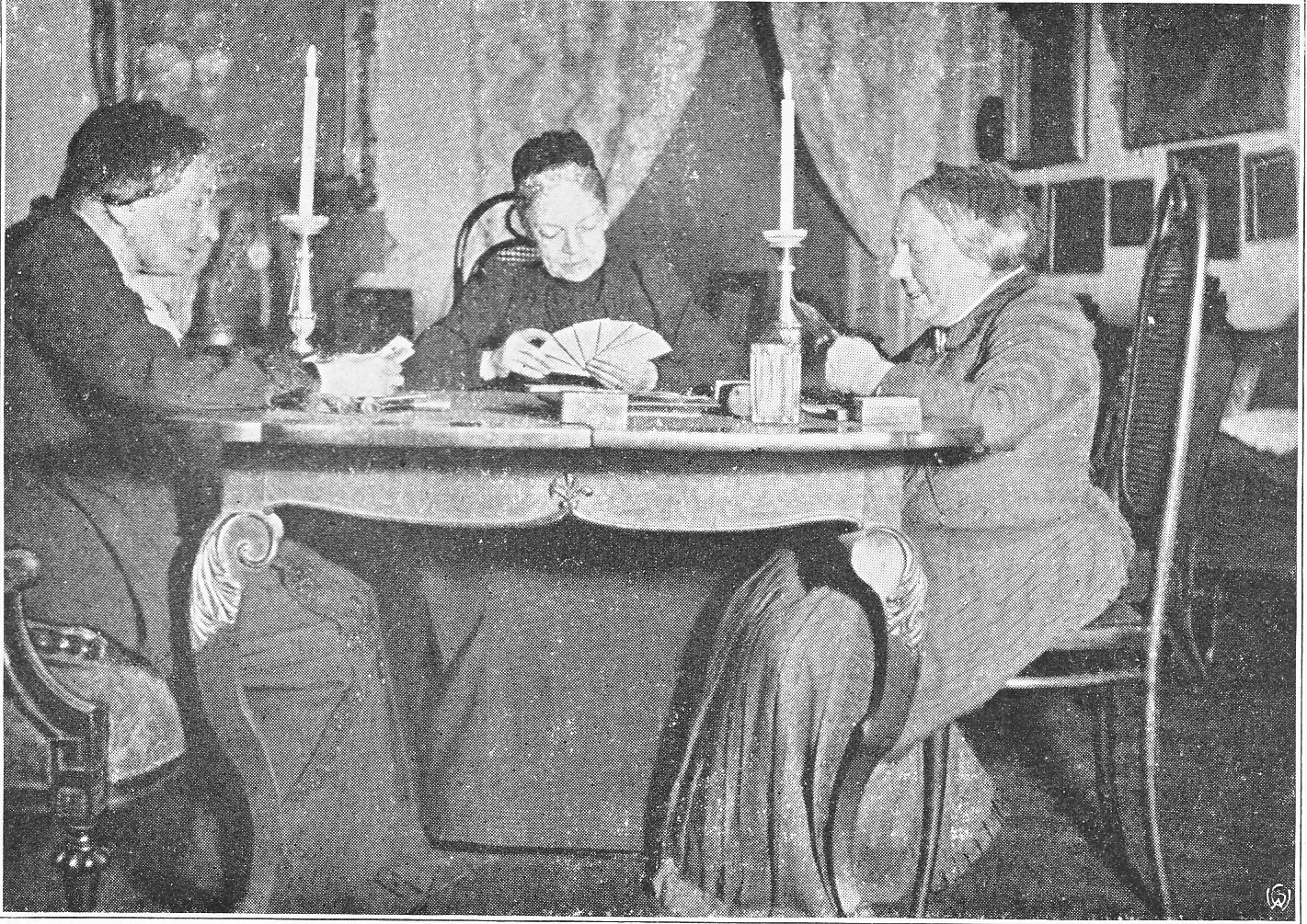
Betty Paoli, Marie von Ebner-Eschenbach och Ida von Fleischl-Marxow (från vänster till höger).

Betty Paoli, pseudonym för Barbara Elisabeth Glück, född den 30 december 1814 i Wien, död den 5 juli 1894 i Baden, var en österrikisk författare.
Betty Paoli skrev flera diktsamlingar, Gedichte (1841; 2:a upplagan 1845), Nach dem Gewitter (1843; 2:a upplagan 1850), Romancero (1845), Neue Gedichte (1850; 2:a upplagan 1856), Lyrisches und Episches (1855), Neueste Gedichte (1870), de kritiska Wiens Gemäldegallerien in ihrer kunsthistorischen Bedeutung (1865) och Grillparzer und seine Werke (1875). År 1895 utkom Gedichte. Auswahl und Nachlass. Hennes dikt är full av känsla, men tillika didaktisk i stor stil. Hennes noveller, Die Welt und mein Auge (3 band, 1844), innehåller ofta en jämförelse mellan kvinnans större och mannens mindre förmåga till kärlek.